# Écosse-Japon en rugby à XV
Cet article retrace les confrontations entre l'équipe d'Écosse de rugby à XV et l'équipe du Japon de rugby à XV. Les deux équipes se sont affrontées à neuf reprises, dont quatre fois en Coupe du monde. Les Écossais ont remporté toutes les rencontres jusqu'au 13 octobre 2019.

## Historique
Lors de la phase de poules de la Coupe du monde 2019, en tant que pays hôte, l'équipe japonaise élimine les Écossais et se classe premier de la poule A, devant l'Irlande, la Russie et les Samoa, entraînant une qualification historique en quart de finale.

## Confrontations
| No | Date              | Lieu                                          | Match          | Score   | Compétition              |
| -- | ----------------- | --------------------------------------------- | -------------- | ------- | ------------------------ |
| 1  | 5 octobre 1991    | Murrayfield Stadium, Édimbourg — Écosse       | Écosse – Japon | 47 – 9  | Coupe du monde (poule B) |
| 2  | 12 octobre 2003   | Dairy Farmers Stadium, Townsville — Australie | Écosse – Japon | 32 – 11 | Coupe du monde (poule B) |
| 3  | 13 novembre 2004  | McDiarmid Park, Perth — Écosse                | Écosse – Japon | 100 – 8 | Test match               |
| 4  | 9 novembre 2013   | Murrayfield Stadium, Édimbourg — Écosse       | Écosse – Japon | 42 – 17 | Test match               |
| 5  | 23 septembre 2015 | Kingsholm Stadium, Gloucester — Angleterre    | Écosse – Japon | 45 – 10 | Coupe du monde (poule B) |
| 6  | 18 juin 2016      | Stade Toyota, Toyota — Japon                  | Japon – Écosse | 13 – 26 | Test match               |
| 7  | 25 juin 2016      | Stade Ajinomoto, Tokyo — Japon                | Japon – Écosse | 16 – 21 | Test match               |
| 8  | 13 octobre 2019   | Stade Nissan, Yokohama — Japon                | Japon – Écosse | 28 – 21 | Coupe du monde (poule A) |
| 9  | 20 novembre 2021  | Murrayfield Stadium, Édimbourg — Écosse       | Écosse – Japon | 29 – 20 | Test match               |